# قبیله زهران
زهران (به عربی: زهران‎) همچنین با نام بنو زهران بن کعب شناخته می‌شوند، یکی از قدیمی‌ترین قبایل عرب در شبه جزیره عربستان است. این قبیله به عنوان یکی از بزرگ‌ترین قبایل استان الباحه شناخته می‌شود)
الباحه سرزمین زهران و غامد است. با این حال، بسیاری از قبایلی که تباری از زهران و ازد دارند، در قرن سوم میلادی به رهبری مالک بن فهم در عمان  و تنوخ ساکن شدند. گفته می‌شود که خانواده سلطنتی معاصر عمان، آل سعید، از طریق مالک بن فهم از زهران تبار دارند.
علاوه بر این، بسیاری از آنها در حال حاضر به دلیل مهاجرت گسترده از روستاها و شهرهای کوچک در دهه‌های ۱۹۶۰ و ۱۹۷۰ در جستجوی زندگی بهتر، در مکه، جده، ریاض و دمام زندگی می‌کنند.
زهران قبیله‌ای شناخته‌شده در قبل و بعد از اسلام است. بسیاری از آنها خانه، کاشانه و اقوام خود را رها کردند و در مدینه به پیامبر اسلام پیوستند.

## افراد سرشناس
- ابوهریره، یکی از صحابه (صحابه) محمد[۷]
- ابن دُرَید، شاعر عباسی
- فاطمه بنت سعد، سومین جده پیامبر اسلام، حضرت محمد
- ثوابه بن سلامه، پس از سرنگونی فرماندار اموی اندلس در جریان انقلاب عباسی (اوت ۷۴۵ میلادی)، اولین امیر مستقل کوردوبا شد[۸]
- جودی الکرمانی، پس از سرنگونی فرماندار اموی خراسان در جریان انقلاب عباسی (۷۴۸ میلادی)، اولین فرماندار عباسی خراسان شد[۹]
- مالک بن فهم، پادشاه پیش از اسلام و بنیانگذار عمان و تنوخ[۱۰]
- گفته می‌شود امیر الجدیر (ترجمه: عامر دیوارساز)، اولین کسی است که پس از ابراهیم و اسماعیل دیوارهای کعبه را بازسازی کرد و پدر قبیله بنی عامر است
- جنادة بن ابی امیه، فرمانده نیروهای دریایی و زمینی مستقر در سوریه در زمان خلیفه اموی معاویه اول[نیازمند منبع]
- جذیمة العبرش پادشاه تنوخ و پسر مالک بن فهم[۱۰]
- سلیمان بن مالک، که پدرش، مالک بن فهم، را کشت، سپس به کرمان در ایران باستان گریخت و بر آن حکومت کرد[۱۰]
- جماز بن مالک، شاعر و پادشاه پیش از اسلام[۱۰]
- الخلیل بن احمد الفرهیدی، لغت‌شناس و لغت‌شناس عرب
- ابن ثمیره، شاعر و شوالیه قرن نوزدهم
- احمد بن سعید البوسعیدی، امام و بنیانگذار سلسله آل بوسعیدی (خاندان آل سعید)
- مصدّد بن مصرحید، محدث و امام
- بخروش بن علاس، امیر زهران و فرمانده نظامی سعودی تیپ غرب عربستان در طول جنگ سعودی-عثمانی[۱۱]